# Gaafar al-Nimeiry
Gaafar Muhammad al-Nimeiry, Jaafar al-Nimeiry, Gaafar Nimeiry o Ga'far Muhammad an-Numayri (àrab: جعفر النميري, Jaʿfar an-Numayrī) (Wad Nubawi, Omdurman, Sudan central, 1 de gener de 1930 - 30 de maig del 2009) fou un militar que va ser president del Sudan de 1969 a 1985 (excepte tres dies el 1971).

## Primers anys
Era el fill d'un carter i el renét d'un líder tribal local de la regió de la ciutat de Dongola, ash-Shamaliyah o Nord. En un incident el 1948, en protestar a la seva escola contra els britànics al Sudan, fou expulsat temporalment. Va estudiar a la prestigiosa Escola Hantoub, una de les tres que existien al Sudan a l'època. El 1952 Nimeiry es graduava del Col·legi Militar del Sudan, on fou fortament influït per les idees del Moviment d'Oficials Lliures de Gamal Abdel Nasser, que havia aconseguit el poder a Egipte aquell mateix any. Més tard fou membre de la guarnició de Khartum. Des de la independència va seguir la seva carrera militar i va anar ascendint. El 1966, Nimeiry es graduava al Col·legi de Comandament de l'Exèrcit dels Estats Units a Fort Leavenworth, Kansas.

## Presidència
El 25 de maig de 1969, juntament amb quatre altres oficials, enderrocava el govern d'Ismail al-Azhari; el seu cop fou anomenat la "Revolució de Maig"; es convertia en president del Consell de Comandament Revolucionari equivalent a president de l'estat. Començava una campanya dirigida a reformar l'economia del Sudan amb nacionalització de bancs i indústries així com algunes reformes agràries. Utilitzava la seva posició per promulgar un cert nombre de reformes socialistes i panarabistes. Alguns dels seus ministres foren comunistes. Va ocupar també el càrrec de primer ministre del 28 d'octubre de 1969 a l'11 d'agost de 1976 i del 10 de setembre de 1977 fin al seu enderrocament.
La resistència religiosa i civil al seu règim es va manifestar el març del 1970 a l'illa d'Aba on els ansars van iniciar una concentració; quan no es van voler dissoldre l'exèrcit va fer una matança d'uns 12.000 ansars (27 de març) i el líder de la confraria Ansariyya Sayyid al-Hadi al-Mahdi va morir quan fugia. Les propietats de la confraria foren confiscades i els seus líders empresonats o exiliats. El 22 d'agost de 1970 va signar un tractat bilateral econòmic amb Holanda.
El 19 de juliol de 1971 quan estava reunit el Consell de Comandament, el comandant Hashim al-Atta, militant comunista, es va presentar i els va arrestar a tots junt amb altres oficials propers a Nimeiry. Al-Atta va formar un Consell Revolucionari de set membres sota la presidència d'un coronel comunista, Babiker al-Nur Osman, que en aquell moment era a Londres per tractament mèdic. Quan retornava al país fou interceptat per aparells libis i obligat a aterrar i no va poder arribar a Khartum; al-Atta va prendre totes les mesures per evitar un contracop i va fer la seva tasca a la perfecció, però les forces egípcies estacionades a Khartum van intervenir i van fer possible un contracop. Forces lleials a Nimeiry el van alliberar; Nimeiry va saltar per la finestra del lloc on estava empresonat quan els seus seguidors arribavaren al rescat i després de forts combats els seus van prendre el control i van detenir a al-Atta, que fou afusellat juntament amb altres militars, incloent al-Nur Osman i un altre que tornaven de Londres junts i que foren entregats per Líbia (22 de juliol de 1971). Poc després, en un plebiscit sense oposició, es va fer elegir president amb el 98,6 per cent dels vots, i el 1972 va signar l'acord d'Addis Abeba que posava fi a la primera guerra civil sudanesa (1975-1972) al sud del país i establia una regió autònoma, que conduïa en un període d'11 anys d'estabilitat a la regió. La seva política va esdevenir marcadament pro-occidental i aliada a Egipte; els bans van ser retornats a la propietat privada i es fomentava la inversió estrangera com va quedar evidenciat per un cert nombre de tractats d'inversió bilaterals que es van signar (amb Suïssa el 17 de febrer de 1974, amb Egipte el 28 de maig de 1977, amb França el 31 de juliol de 1978).
El 1975, un cop militar de militars esquerrans dirigits pel Brigadier Hassan Hussein Osman, van intentar enderrocar-lo, però l'intent va fracassar. El general al-Bagir, lloctinent de Nimeiry, dirigia un contracop que retornava el poder a Nimiery en poques hores. El brigadier Osman va resultar ferit i més tard jutjat per una cort marcial i executat.
Una altra vegada el 1976, una força de mil insurgents sota el Sadiq al-Mahdi, armats i entrenats per Líbia, van travessar la frontera des de Ma'tan as-Sarra; després de passar a través de Darfur i Kordofan, els insurgents van entrar a part de Khartum que van defensar ferotgement; van lluitar durant tres dies casa per casa a Khartum i Omdurman morint unes 3.000 persones; Nimeiry i el seu govern es van salvar després que una columna de tancs de l'exèrcit va entrar a la ciutat. Després d'això les relacions del Sudan amb la Libia de Muammar al-Gaddafi es van deteriorar.
El 1977 l'anomenada Reconciliació Nacional va tenir lloc entre el líder de l'oposició que tenia base a l'estranger Sadiq al-Mahdi i Nimeiry. Unes mesures limitades de pluralisme permetien a Sadiq al-Mahdi i alguns membres del Partit Democràtic Unionista Sudanes entrar a la legislatura sota el paraigua de la Unió Socialista Sudanesa. Les relacions entre Khartum i el lideratge del Sudan del Sud empitjoraren després que la Reconciliació Nacional tingués un final prematur al produir-se desacords entre l'oposició i Nimeiry.

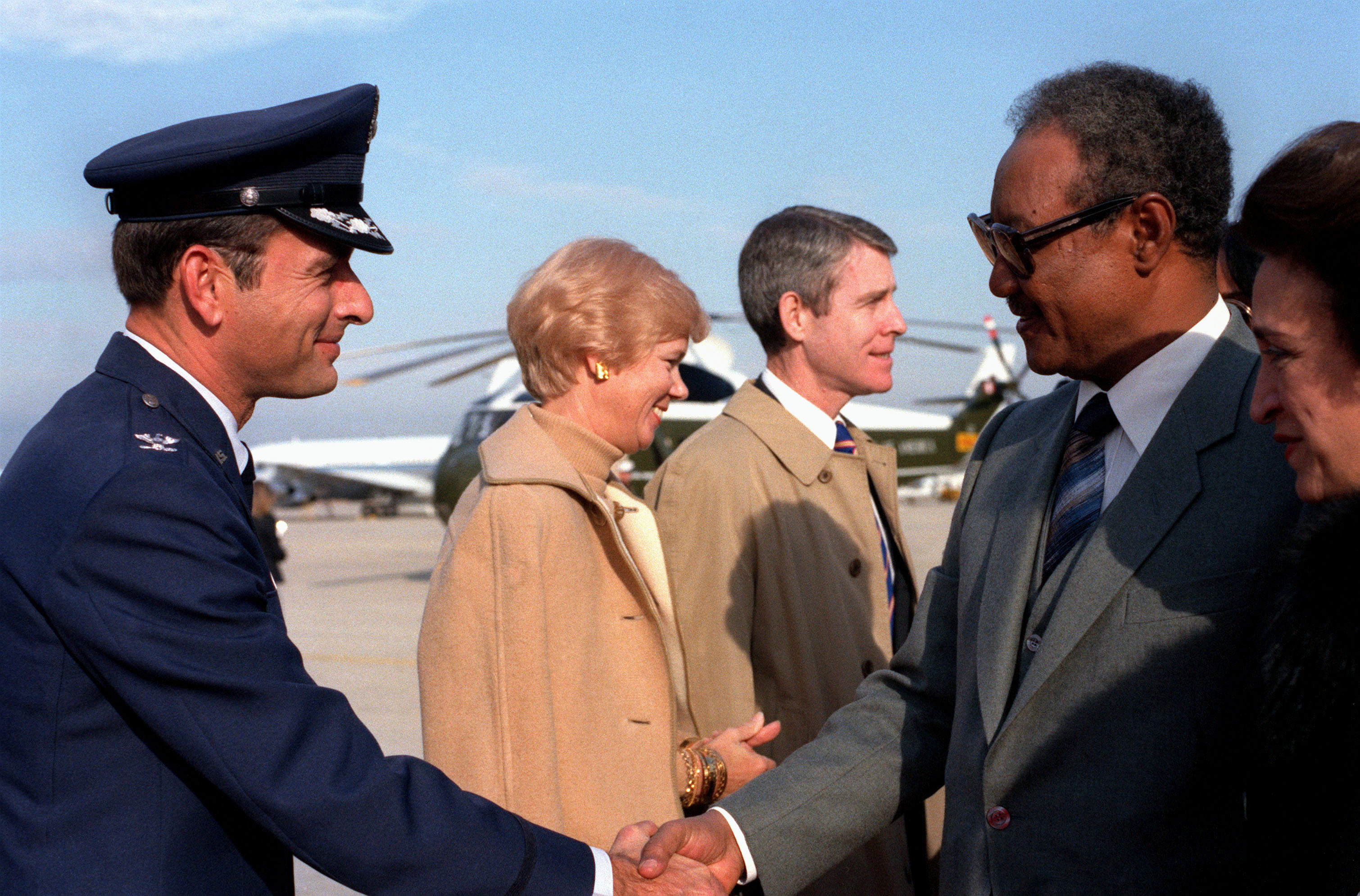
Nimeiry arriba per una visita d'estat als Estats Units, 1983

El juliol de 1978 en la cimera de la OUA a Khartum, Nimeiry fou elegit President de l'Organització de la Unitat Africana fins al juliol de 1979.
El 1981 Nimeiry, pressionat pels seus adversaris islàmics, i encara President del Sudan, començava un canvi dramàtic cap a un govern polític islamista. S'aliava amb els Germans Musulmans. El 1983, imposava la xaria, o llei islàmica per tot el país i s'alienava el sud predominantment cristià i animista. Els límits administratius del sud també es reformaven. En violació dels acords d'Addis Abeba dissolia el govern sudanès del sud, provocant així una renovació de la guerra civil el 1983. Nimeiry era un dels dos líders àrabs (l'altre era Qabus el sultà d'Oman) que mantenia relacions estretes amb Anwar el-Sadat després de la seva pau separada amb Israel en els acords de Camp David. Va assistir aquell mateix any al funeral de Sadat. Durant 1980-1985, la Lliura sudanesa perdia un 80 per cent del seu valor a causa de la hiperinflació.
El 1985 Nimeiry autoritzava l'execució del controvertit reformista dissident i polític islàmic pacifista Mahmoud Mohamed Taha; aquest havia estat detingut al repartit pamflets contra la xaria, però fou acusat d'heretgia i apostasia. Poc després, el 6 d'abril de 1985, mentre Nimeiry era en visita oficial als Estats Units per obtenir més ajut financer de Washington, un cop d'estat militar dirigit pel seu ministre de defensa, general Abdel Rahman Swar al-Dahab el destituïa del poder i anunciava el retorn a la democràcia. A les subsegüents eleccions el líder de l'Umma, Sadiq al-Mahdi, esdevenia primer ministre.

## Exili i retorn
Nimeiry va viure en exili a Egipte des de 1985 a 1999, en una vil·la a Heliòpolis, al Caire. Va retornar al Sudan el maig de 1999 i va tenir una benvinguda entusiasta que va sorprendre a molts dels seus detractors. El següent any, concorria a l'elecció presidencial contra el president en exercici Omar al-Bashir, però només va obtenir un 9,6% dels vots en unes eleccions que foren boicotejades per l'oposició sudanesa i de les quals es considerava que estaven manipulades. El 2005, el partit de Nimeiry, l'Aliança de les Forces del Poble Treballador signava un acord de fusió amb el Partit del Congrés Nacional del Sudan d'al-Bashir que governava al Sudan. El Partit del Congrés Nacional va negociar un final a la guerra civil del Sudan (2002) i va signar l'anomenat "Acord de pau complet" a Nairobi el 9 de gener de 2005.
Va morir per causes naturals a la seva casa d'Omdurman el 30 de maig de 2009. Desenes de milers de persones van assistir al seu funeral incloent-hi membres de les forces polítiques del Sudan que s'havien oposat al seu govern. Després de la mort de Nimeiry el maig de 2009, l'anterior membre de Consell de Comandament Revolucionari Khaled Hassan Abbas, fou elegit cap de l'Aliança de les Forces del Poble Treballador. Les divisions en entre els seguidors que Nimeiry van esclatar entre els que donaven suport a la unió amb el Partit de Congrés Nacional i altres que renegaven d'aquesta unió i refusaven implementar-la. Els grups dissidents formaren la Unió Socialista de Maig que va participar el 2010 en les eleccions parlamentàries al Sudan. Un altre grup dirigit per la Professora Dra. Fatima Abdel Mahmoud establia va fundar la Unió Socialista Democràtica Sudanesa com el partit successor de la Unió Socialista Sudanesa; Fatima Abdel Mahmoud, fou la primera dona ministre al Sudan durant els anys 1970, i la primera dona sudanesa que va disputar una elecció a la Presidència en les eleccions generals del 2010.